# موتولز
موتولز یک چارچوب نرم‌افزاری سبک جاوااسکریپت است؛ که در بیشتر از ۴٪ وب سایت‌ها استفاده شده، و یکی از محبوب‌ترین کتابخانه‌های جاوا اسکریپت است.